# Ricardo Utrilla
Ricardo Utrilla Carlón (Madrid, 13 de enero de 1935 — ibíd., 18 de diciembre de 2005) fue un periodista español, primer director de Diario 16 (1976-1977) y presidente de la agencia de noticias EFE (1983-1986).

## Biografía
Se graduó en la Escuela Oficial de Periodismo en 1955, comenzó a trabajar en 1957 en la Agencia EFE y se unió a la Agencia France-Presse como subdirector del servicio español en París, donde conoció, entre otros muchos, a Mario Vargas Llosa, Xavier Domingo o Carlos Semprún. Destinado un tiempo`como corresponsal de France-Presse en Washington, en 1972 volvió a Madrid y fue cofundador de Diario 16 —del que fue el primer director— y del Grupo 16. Publicará la revista Cambio 16 bajo la dirección de Juan Tomás de Salas que había traído en su momento a Utrilla de vuelta a España. Bajo el paraguas de aquel proyecto se formó toda una generación de periodistas claves en la Transición democrática como Carmen Rico-Godoy, José Oneto o Gorka Landaburu, Siguió su carrera como periodista en diferentes medios tras el cierre del Grupo 16. Fue galardonado en 1983 con el Premio Nacional de Periodismo y al momento de fallecer, seguía activo en el diario El Siglo.